# 美能达 TC-1
美能达TC-1（Minolta TC-1）是一台由美能达公司设计制造的紧凑型相机，使用135底片，具有自动对焦功能，带有一枚固定不可换镜头，为G-Rokkor 28mm F3.5。该机型于1996年2月推出，于2005年7月停产并终止销售。
根据官方说法，TC-1正面尺寸类似名片或信用卡（85.60 x 53.98 mm），厚度约3cm；且其从发布到2005年1月，一直保持了使用35mm胶片的最小相机记录。
美能达TC-1可以说是该公司，乃至相机设计历史上具有代表性的紧凑型相机。

## 机型概述

### 机身与镜头
TC-1采用钛金属作为机壳材质。镜头方面采用了独立设计的G-Rokkor，这是自1985年推出Minolta AF系统后，美能达再次启用Rokkor镜头标识，这是美能达Rokkor序列里唯一的G-Rokkor子系列（G也是Minolta AF序列里高阶镜头的代号）。镜头构成为5片5组，包含3片非球面镜片（一片镜片为双面非球面，一片为单面非球面)。
TC-1镜头光圈采用的是Waterhouse类型，所以只能提供有限的4个光圈档位：F3.5、F5.6、F8与F16；一个附带的优点是各档均保持了圆形光圈，所以在散景呈现上上受到好评；缺点则是不能如其他相机般使用1/3档的光圈步进。由于广受好评，该镜头稍后也推出了徕卡M39接口的独立镜头，同样以G-Rokkor标识，但取消了Waterhouse光圈设计。镜头带有镜间快门，官方宣称其在全开状态下的1/350s是当时最快的水平。
机身工作为光圈优先模式，当设定光圈为3.5与5.6档位时，会根据照度情况变化为程序先决模式。

### 制造
一台TC-1上具有超过150个零件，由于机体设计紧凑，零件精细，使得无法使用流水线式装配，而需要熟练工人完成整机装配，一台机器装配耗时45分钟。相对低下的产量使得其定价高昂，其日本本土上市定价￥148,000円；高定价和相对较少的产量，也使得停产多年后，二手市场的TC-1价格居高不下。

### 规格
除了原本的钛金属色外，TC-1还提供限量发行的黑色涂装和黑色精装版本，在外观上可以识别。

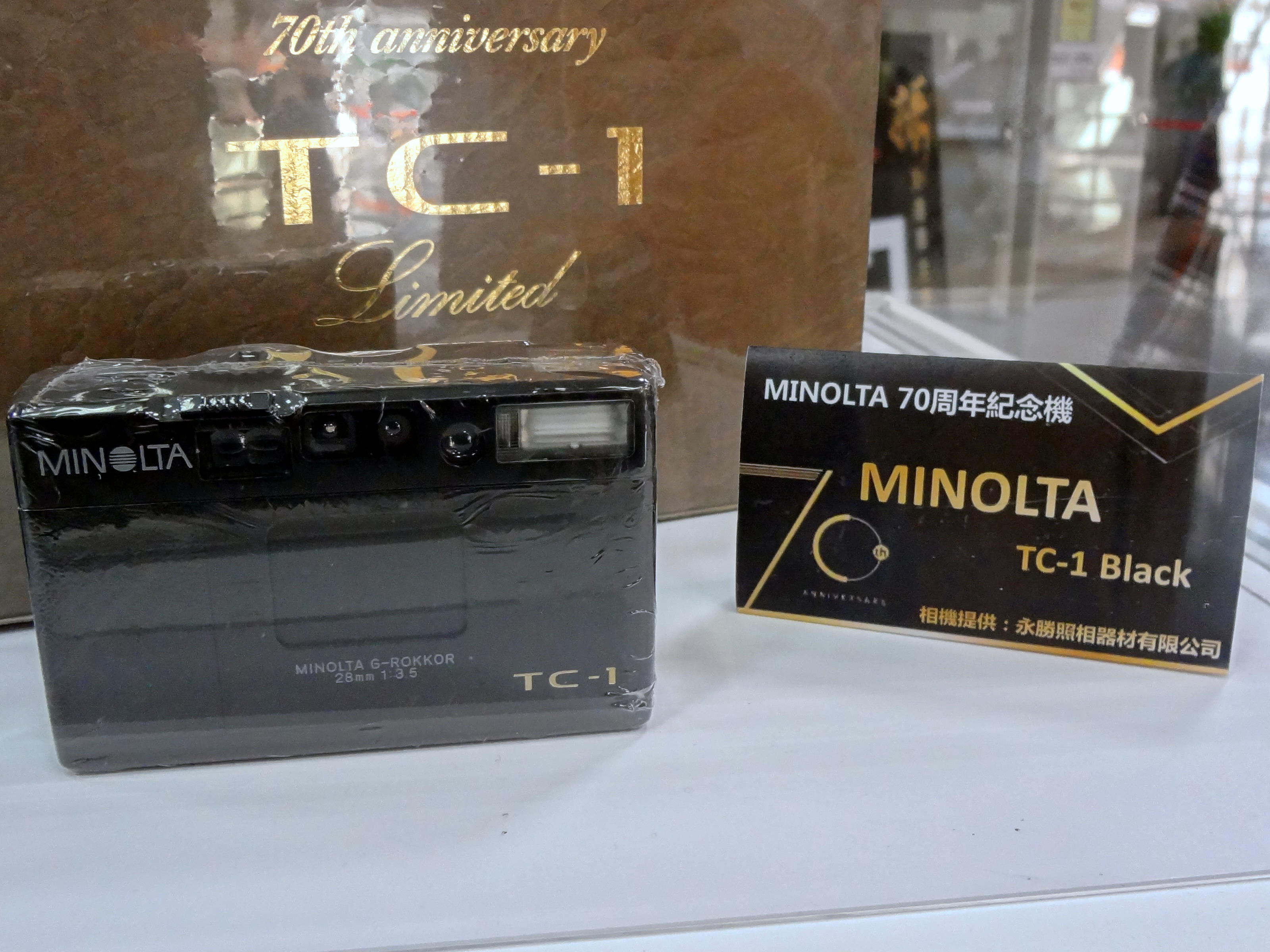
TC-1黑色款，美能達70周年紀念機

## 评价与影响
1996年，日本的カメラ記者クラブ为TC-1给予了Camera Grand Prix奖项。

### PS机讨论
紧凑易用型相机，英文称作Point and Shoot（中文译作傻瓜相机），强调了开机即用的便利性。随着测光技术和自动对焦的普及，二十世纪90年代诞生了一批优秀的紧凑型相机，与TC-1一同提及的，往往还有：
- RICOH GR1v
- Leica CM
- CONTAX T3

等。

## 故障与维修
由于小型化设计，TC-1使用的零件相当精细，系统长期使用的鲁棒性较其他机型弱。
长时间使用的问题主要是一些功能的不稳定，目前TC-1的维修仅在日本本土进行。

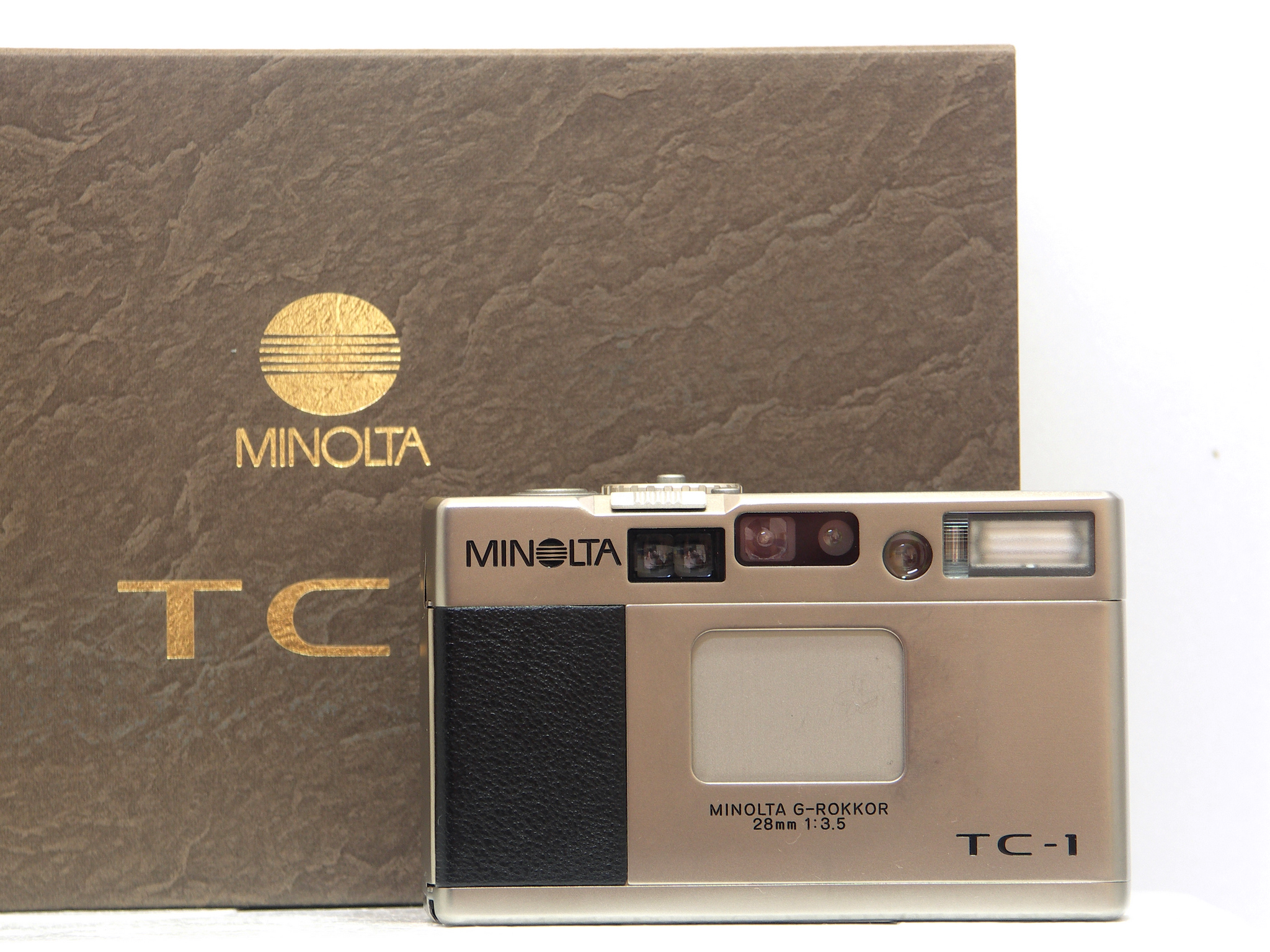
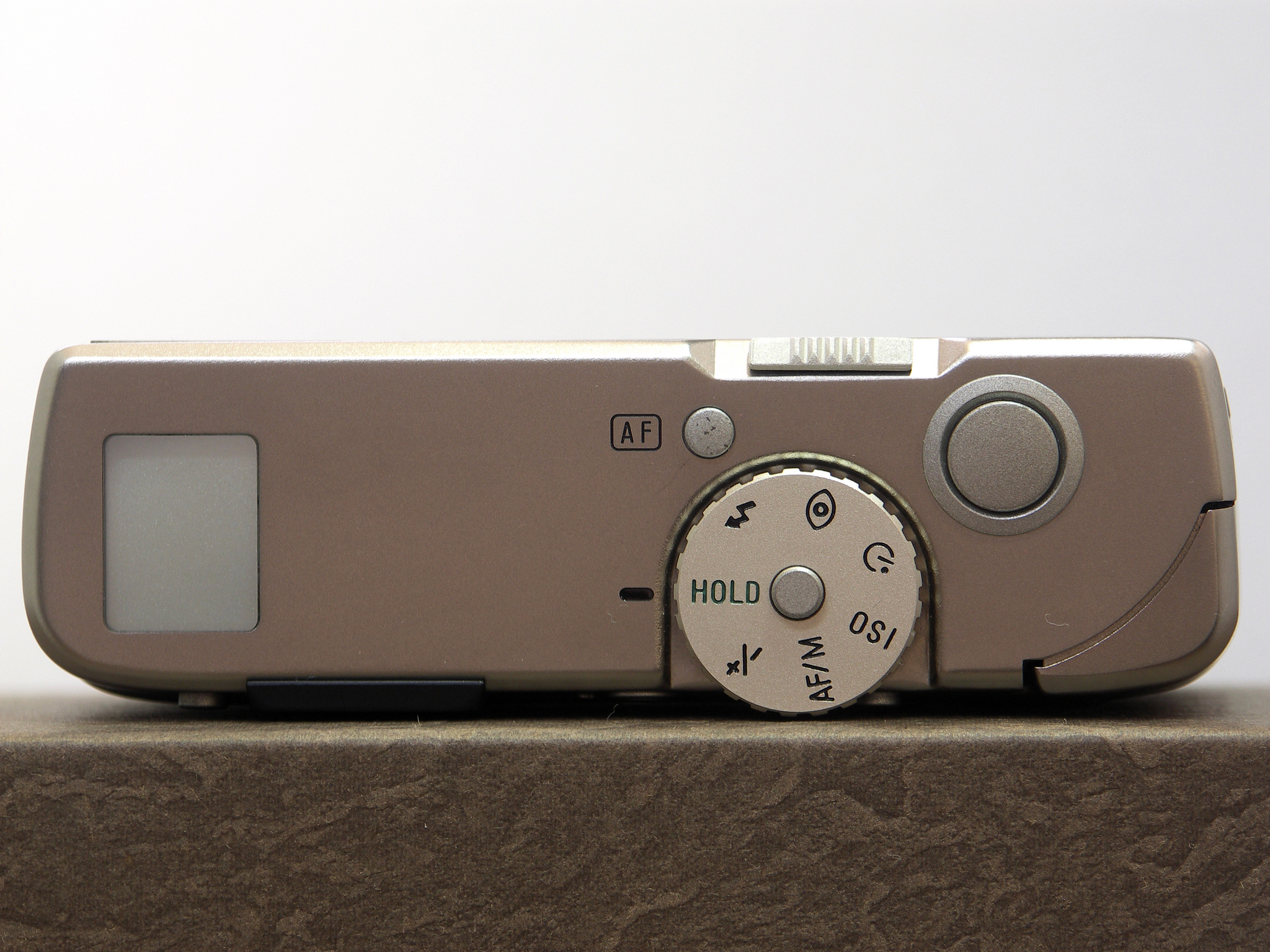
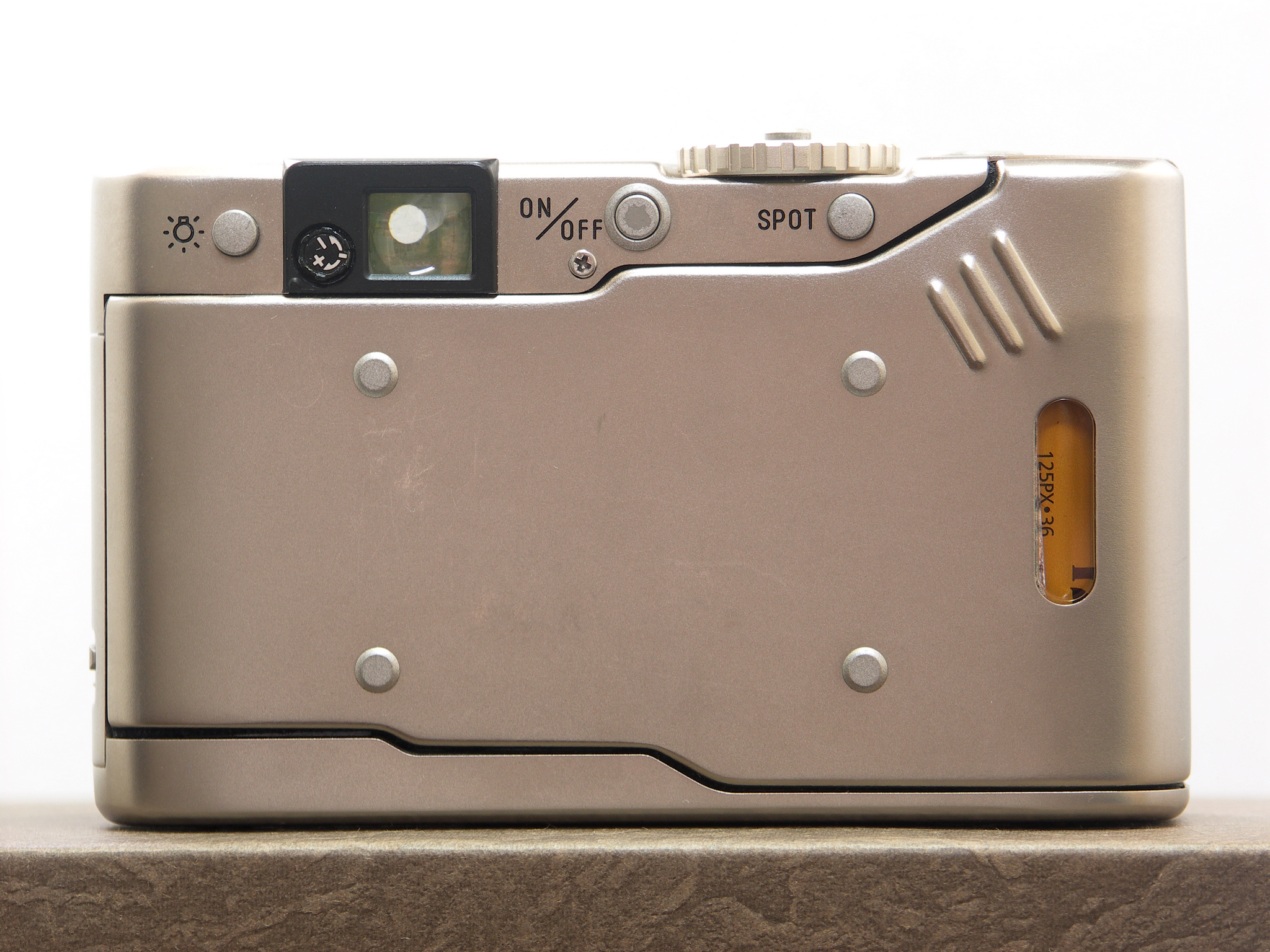